# 함부르크 공항
함부르크 공항(독일어: Flughafen Hamburg, 영어: Hamburg Airport)은 독일 함부르크에 있는 국제공항으로, 함부르크의 중심가에서 북쪽으로 약 9km 떨어진 곳에 위치하고 있다. 퓔스뷔텔 공항(독일어: Flughafen Fuhlsbuettel)이라고 부르기도 한다.

## 운항 노선
| 항공사                            | 목적지 | 터미널 |
| --------------------------------- | --- | ------ |
| 루프트한자                        | 뒤셀도르프, 뮌헨, 프랑크푸르트(암마인), 인천 계절편 : 레이캬비크, 메노르카 | 2      |
| 루프트한자 리저널 (유로윙스 운영) | 부다페스트, 파리(샤를 드골) 계절편: 나폴리, 베르겐 | 2      |
| 게르마니아                        | 전세 게절편: 그란 카나리아, 바르나, 부르가스, 엔피다, 푸에르테벤투라 | 1      |
| 아반티 에어                       | 카를스루에(바덴바덴) | 1      |
| 유로윙스                          | 런던(히드로), 맨체스터, 버밍엄 | 2      |
| 인터스카이                        | 프리드리히샤펜 | 1      |
| 저먼윙스                          | 뉘른베르크, 니스, 두브로브니크, 런던(히드로), 마드리드, 밀라노(말펜사), 바르셀로나, 부다페스트, 비아, 비엔나, 슈투르가르트, 스톡홀름(알란다), 스플리트, 암스테르담, 앙카라, 오슬로, 제네바, 취리히, 카타니아, 쾰른(본), 파리(샤를 드골), 팔마데마요르카, 프리슈티나 계절편: 바스티아, 이스탄불(사비하 괵첸), 헤라클리온 계졀 전세편: 베니스, 코르푸, 코스 | 1      |
| 질트 에어                         | 계절편: 베스터란트(질트) | 2      |
| 콘도르                            | 그란 카나리아, 라르나카, 로즈, 아레시페, 테네리페(남부), 푸에르테벤투라, 푼샬, 후가르다 계절편: 달라, 산타크루즈데라팔마, 안탈리아, 코스, 클라겐푸르트, 클리오, 팔마데마요르카, 헤레스데라프론테라 | 2      |
| 함부르크 항공                     | 그란 카나리아, 테네리페(남부), 후가르다 | 1      |
| TUI플라이                         | 그란 카나리아, 보아비스타, 살, 아레시페, 테네리페(남부), 푸에르테벤투라, 헤레스데라프론테라 계절편: 달라, 로도스, 메노르카, 몰타, 부르가스, 안탈리아, 코르푸, 코스, 클리오, 파로, 팔마데마요르카, 후가르다 | 1      |
| TUI플라이 ( 아크플라이 운영)      | 계절편: 라로마나, 바베이도스, 캉쿤, 푼타카나 | 1      |
| 중국남방항공                      | 상하이(푸둥) | 1      |
| 에미레이트 항공                   | 두바이 | 1      |
| 이란 항공                         | 테헤란(이맘 호메이니) | 1      |
| 튀니스 에어                       | 튀니스, 엔피다, 제르바 | 2      |
| 누벨 에어                         | 전세편: 엔피다 | 1      |
| 영국항공                          | 런던(히드로) | 1      |
| 이지젯                            | 런던(루턴), 로마(레오나르도 다 빈치), 맨체스터, 에든버러 | 1      |
| 플라이비                          | 브뤼셀 | 2      |
| BMI 리저널                        | 브리스톨 | 1      |
| 에어프랑스                        | 파리(샤를 드골), 툴루즈 | 1      |
| KLM                               | 암스테르담, 인천 | 1      |
| 룩스에어                          | 룩셈부르크 시티, 자르뷔르켄 | 2      |
| 브뤼셀 항공                       | 브뤼셀 | 2      |
| 에어링구스                        | 더블린 | 1      |
| 스위스 국제항공                   | 취리히 | 2      |
| 스위스 글로벌 항공                | 바젤(뮐루즈) | 2      |
| 에델바이스 에어                   | 계절편: 취리히 | 2      |
| 이지젯 스위스                     | 바젤(뮐루즈) | 1      |
| 스카이워크 항공                   | 베른 | 2      |
| 오스트리아 항공                   | 빈 | 2      |
| 에어 몰타                         | 몰타 | 1      |
| 에어유로파                        | 그란 카나리아, 테네리페(남부) | 1      |
| 메디니아 플라이                   | 올비아 | 1      |
| 터키항공                          | 이스탄불(아타튀르크) 계절편: 앙카라, 이스탄불(사비하 괵첸), 안탈리아, 아다나, 이즈미르 | 1      |
| 선익스프레스 항공                 | 안탈리아, 이즈미르 | 1      |
| 콘렌돈 항공                       | 계절편: 안탈리아 | 1      |
| 테일윈드 항공                     | 전세 계절편: 안탈리아 | 1      |
| 프리버드 항공                     | 전세 계절편: 안탈리아 | 1      |
| TAP 포르투갈                      | 리스본 | 2      |
| 에어발틱                          | 리가 | 1      |
| 아에로플로트                      | 모스크바(셰레메티예보) | 1      |
| 로시야 항공                       | 상트페테르부르크 | 1      |
| 불가리아 에어 차터                | 계절편: 바르나, 부르가스 | 1      |
| 에어비아                          | 계절편: 바르나, 부르가스, 팔마데마요르카 | 1      |
| 체코 항공                         | 프라하 | 1      |
| LOT 폴란드 항공                   | 바르샤바 | 2      |
| 스칸디나비아 항공                 | 코펜하겐 | 2      |
| 노르웨이 에어 셔틀                | 그란 카나리아, 말라가, 알리칸테, 오슬로(가르데르모엔), 테네리페(남부) | 1      |
| 킴벌 항공                         | 코펜하겐 | 2      |
| 아이슬란드 항공                   | 계절편: 레이캬비크 | 2      |
| 핀에어                            | 헬싱키 | 1      |
| 유나이티드 항공                   | 뉴어크 | 1      |

## 연계 교통

### 광역전철
함부르크 S-반 공항역이 터미널 바로 앞에 있으며, 보도를 통하영 왕래할 수 있다. 공항역은 녹색선의 종점이며, 운행 빈도가 잦은 편이어서 편리하게 이용할 수 있다. 베델른을 25분을 이어준다.

## 같이 보기
- 독일의 대중교통